# Plumlov
Plumlov (in tedesco Plumenau) è una città della Repubblica Ceca facente parte del distretto di Prostějov, nella regione di Olomouc.